# Alphateam – Die Lebensretter im OP
alphateam – Die Lebensretter im OP war eine deutsche Fernsehserie, die vom Privatsender Sat.1 produziert und ausgestrahlt wurde. Die Serie schilderte die Arbeit eines Teams aus Ärzten, Schwestern und Pflegern in der fiktiven Hamburger Hansaklinik, gelegen im Stadtteil Altona.

## Daten
Erstmals ausgestrahlt wurde die Krankenhausserie ab 1996 mit dem Pilotfilm Der Sprung ins kalte Wasser und erfuhr bis 2005 insgesamt zehn Staffeln mit insgesamt 261 Folgen. In dieser Zeit setzten 16 Regisseure die Drehbücher von neun Autoren um.
Die Folgen dauerten jeweils eine Stunde und liefen donnerstags um 22:15 Uhr. Zu Jahresbeginn 2005 wurde die Serie auf Dienstag 22:15 Uhr verschoben. Obwohl die Serie anfangs an den Erfolg vom vorigen Sendeplatz anknüpfen konnte, wurde sie noch im gleichen Jahr eingestellt. Von der Erstbesetzung waren zu diesem Zeitpunkt noch drei Schauspieler dabei (Oberpfleger Brennecke, Oberschwester Ebert und Dr. Eberhard Scheu).

## Schauspieler
| Schauspieler                             | Rollenname                          | Folgen                            | Staffeln  | Dienstgrad/Sonstiges |
| ---------------------------------------- | ----------------------------------- | --------------------------------- | --------- | --- |
| Franz H. Hanfstingl                      | Dr. Rainer Schirmer                 | 1–31, 33                          | 1         | Chefarzt/Verheiratet. Ex-Geliebter von Marion. Erleidet einen Herzinfarkt. Wird wenig später Prof. an der Uni für Notfallmedizin. |
| Oscar Ortega Sánchez                     | Manolo Gonzalez                     | 1–29, 32, 35                      | 1–2       | Pfleger / Gründet einen eigenen Pflegedienst. |
| Mila Mladek                              | Dr. Christine Maibach               | 1–47                              | 1–2       | Assistenzärztin Chirurgie / Nachdem Dr. Christa Dehning einen Kreislaufkollaps erlitten hat, übernimmt sie für einen Einsatz den Rettungswagen. Dabei vergisst sie die Wagentür richtig zu schließen. An einer Ampel will sie ihren Fehler wieder gut machen und wird dabei von einem Auto erfasst. Die Kollegen können ihr Leben retten. Danach kommt sie in eine Reha-Klinik. |
| Nicole Boguth                            | Dr. Christa Dehning                 | 1–53                              | 1–2       | Notärztin / Heiratet einen ehemaligen Patienten. |
| Angela Quast                             | Kerstin Balzer                      | 1–55                              | 1–2       | OP-Schwester / Hat eine Affäre mit Franz Pacek. Verschwindet einfach und wird für tot gehalten. Meldet sich dann aus Paris. |
| Stephanie Kindermann                     | Maren Hestermann                    | 1–55                              | 1–2       | Laborassistentin / Verheiratet. Hat eine Affäre mit Thomas Dethlefsen. Ihr größtes Hobby ist das Reiten. Geht in die Praxis ihres Mannes. |
| Chiara Schoras                           | Katja Burdenski                     | 1–59, 200                         | 1–3       | Lernschwester / später Krankenschwester. Geht mit ihrer Band auf Tournee. Ihre Nachfolgerin wird Lisa Ritter. |
| İlknur Boyraz                            | Yasmin Koduglo                      | 1–66, 68, 200                     | 1–3       | Krankenschwester / Verliebt sich in Thomas Dethlefsen. Wird von ihm schwanger. Die beiden heiraten und gehen zusammen nach Boston. |
| Simone Ritscher                          | Marion Oppermann                    | 1–66, 77                          | 1–3       | OP-Schwester / Ist fast vier Jahre heimlich mit Dr. Schirmer liiert. Dieser verlässt sie jedoch, um bei seiner Frau zu bleiben. Auch die Beziehung mit Eberhard Scheu scheitert. Nachdem sie zum Medizinstudium abgelehnt wird und auf einen Heiratsschwindler reinfällt, verfällt sie dem Alkohol und muss das Alphateam verlassen. Arbeitet später für eine Firma für minimalinvasive Chirurgie und kommt zu einer Demonstration in die Hansaklinik.                                                                      |
| Joana Adu-Gyamfi                         | Hannah Akyaa                        | 1–79, 200                         | 1–3       | Röntgenschwester / Ex-Freundin von Dr. Joachim Brotesser und Laborassistent Ralf. Ihre große Leidenschaft ist das Tanzen. |
| Karen Böhne                              | Dr. Heidi Schaller                  | 1–62, 70, 79, 83–105, 200         | 1–4       | Oberärztin der Inneren Medizin / Stellvertretende Chefärztin. Alleinerziehende Mutter von Alexa. Verlässt zwischendurch das Alphateam um ihre kranke Mutter zu pflegen. Ehefrau von Uwe Carstens. Stirbt auf der Rückfahrt von den gemeinsamen Flitterwochen bei einem Autounfall. |
| Oliver Hermann                           | Dr. Uwe Carstens                    | 1–105, 200                        | 1–4       | Oberarzt Chirurgie / Vater von Saskia. Geschieden von Heike Carstens. Bester Freund von Eberhard Scheu. Ehemann von Heidi Schaller. Stirbt auf der Rückfahrt von den gemeinsamen Flitterwochen bei einem Autounfall. |
| Wolfgang Wagner                          | Dr. Joachim „Broti“ Brotesser       | 1–164, 200                        | 1–7       | Oberarzt der Inneren Medizin / Ex-Freund von Hannah und Barbara. Vater von Florian. Eröffnet mit Franz Pacek eine Praxis. |
| Moritz Lindbergh                         | Dr. Franz Pacek                     | 1–164, 200                        | 1–7       | Facharzt Chirurgie / Hatte eine Affäre mit Schwester Nathalie und Schwester Kerstin. War in Dr. Maibach verliebt, bis diese sich bei einem Einsatz schwer verletzte. Gründet mit „Broti“ eine eigene Praxis. |
| Marlies Engel                            | Gisela Ebert                        | 1–261                             | 1–10      | Oberschwester ab Staffel 10 mit Leo Kern verheiratet |
| Uwe Karpa                                | Helmut Brenneke                     | 1–261                             | 1–10      | Oberpfleger / Verheiratet mit Marianne Brenneke. Vater von sieben Kindern. Opa von Chiara und Finn. Leidet in Staffel 4 an einem Hirntumor, den er aber überlebt. |
| Hermann Toelcke                          | Dr. Eberhard „Ebby“ Scheu           | 1–261                             | 1–10      | Oberarzt Chirurgie / Chefarzt. Arbeit in den ersten Staffeln als Anästhesist. Bester Freund von Uwe Carstens. Hatte eine Affäre mit OP-Schwester Marion. Ex-Freund und später bester Freund von Martina Behrend. Adoptivvater von Jonas und Ex-Lebensgefährte von Erich Burasch. Die beiden trennen sich nachdem Eberhard die geplante Hochzeit abgesagt hat. Sie kommen in Staffel 9 wieder zusammen. Sie trennen sich endgültig, nachdem Jonas ums Leben kommt. Eberhard stirbt in der letzten Folge an einem Herzanfall. |
| Harry Blank                              | Thomas Dethlefsen                   | 3–51, 57, 65, 200                 | 1–2       | AIPler / Verliebt sich in Yasmin. Geht nach Boston. Wenig später folgt ihm Yasmin. Sie ist schwanger und die beiden heiraten. |
| Heike Schroetter                         | Dr. Elke Gassner                    | 33–104, 200                       | 2–4       | Chefärztin |
| Matthias Schloo                          | Sebastian Kruse                     | 38–52                             | 2         | Zivildienstleistender / Neffe von Gisela. |
| Emily Wood                               | Lisa Ritter                         | 54–134, 200                       | 3–6       | Lernschwester / Später Krankenschwester. Wird nach ihrer Ausbildung nicht übernommen. Fängt in einer Privatklinik an. Ihre Nachfolgerin wird Sabine Emmerich. |
| Adrian Linke                             | Ralf Hartmann                       | 55–92                             | 3–4       | Laborassistent / Ex-Freund von Hannah. Geht zum Entwicklungsdienst nach Afrika. |
| Ines Meyer-Kormes                        | Martina „Marta“ Behrend             | 55–157, 200, 203–205              | 3–6, 8    | Anästhesistin / Hat einen Bruder names Tobias Behrend / Ex-Freundin von Eberhard Scheu. Wird von einem Patienten mit dem HI-Virus infiziert. Geht als Ärztin nach Ruanda. Stirbt 2 Jahre später in den Armen von Eberhard an AIDS. |
| Susanne Wilhelmina                       | Dr. Julia von Siegk                 | 65–82                             | 3–4       | Oberärztin der Inneren Medizin / Wird die Nachfolgerin von Heidi, die ihre kranke Mutter pflegt. Als sich Dr. Siegks Mann von ihr trennt, erleidet sie einen Nervenzusammenbruch und kündigt. Ihre Nachfolgerin wird Heidi, die nach dem Tod ihrer Mutter ins Alphateam zurückkehrt. |
| Karina Kraushaar                         | Natalie Mattern                     | 67–79                             | 3         | Krankenschwester / Wird ins Haupthaus versetzt. |
| Petra Einhoff                            | Eike Wagner                         | 69–78                             | 3         | OP-Schwester / Beginnt eine Affäre mit Uwe Carstens. Als dieser sie verlässt, sticht sie ihn nieder. Kommt in die Psychiatrie. |
| Anja Herden                              | Barbara Thomsen                     | 81–135                            | 4–6       | Krankenschwester / Röntgenassistentin / Alleinerziehende Mutter von Yanneck. Ex-Freundin von Broti. Nachdem die Beziehung gescheitert ist, kündigt sie beim Alphateam und geht mit ihrem Sohn nach Bremerhaven. |
| Matthias Kress                           | Andreas Schenk                      | 81–160, 200                       | 4–7       | PJler / später AIPler. Geht an die Uni Tübingen in die mikrobiologische Forschung. |
| Anja Topf                                | Veronika Bleibtreu                  | 93–235                            | 4–9       | Laborassistentin / Hat mit Helmuts Sohn Markus einen gemeinsamen Sohn – Finn. |
| Rolf Kanies                              | Fritz Brause                        | 95–99                             | 4         | Pfleger / Vertretung für Helmut Brenneke. Stiehlt Medikamente und schiebt die Schuld auf Gisela. |
| Herbert Trattnigg                        | Dr. Robert M. Voss                  | 109-235                           | 5–9       | Chefarzt / Ex-Affäre von Nasrin Fichtel und Annika Siebert. Ab Staffel 10 ohne Kommentar nicht mehr Mitglied des Alphateams. |
| Proschat Madani                          | Dr. Nasrin Fichtel                  | 112–162, 200                      | 5–7       | Assistenzärztin der Inneren Medizin / Nachfolgerin der tödlich verunglückten Heidi Schaller. Verheiratet. Hat eine Affäre mit Dr. Robert Voss. Kündigt beim Alphateam, nachdem sie mitansehen muss, wie ihre Tochter stirbt. |
| Laura Osswald                            | Sabine „Bine“ Emmerich              | 134–183                           | 6–7       | Lernschwester / Tochter vom Klinikleiter Prof. Emmerich. Kündigt, nachdem sie merkt, dass ihr der Job keinen Spaß macht. |
| Nadja Engel                              | Dorothea Wegener                    | 139–239                           | 6–10      | Krankenschwester / Diakonisse, entscheidet sich später gegen die Einsegnung / gute Freundin von Matthias Sperber. |
| Willi Gerk Timm-Marvin Schattling        | Jonas Elsing                        | 141–143, 225–256                  | 6, 9–10   | Waisenkind, später Adoptivsohn von Dr. Scheu und Dr. Burasch. Stirbt bei einem Autounfall. |
| Falk-Willy Wild                          | Dr. Samuel „Sammy“ Müller           | 158–183                           | 7         | Anästhesist |
| Matthias Scherwenikas                    | Hans Sturm                          | 160–183                           | 7         | PJler |
| Patricia Schäfer                         | Dr. Maria Jaspers                   | 163–253                           | 7–10      | Assistenzärztin der Inneren Medizin, spätere Oberärztin / Verheiratet mit Andereas Jaspers. Hat eine Affäre mit Farouk Bennacef während ihre Familie in Afrika ist. Trennt sich in Staffel 9 von ihrem Mann und wenig später auch wieder von Farouk. Kommt in Staffel 10 wieder mit ihrem Mann zusammen und zieht als sie Oberärztin wird kurze Zeit später zu ihrer Familie nach Afrika. |
| Simone Heher                             | Dr. Lara Brandt                     | 165–174                           | 7         | Chirurgin / Verlässt das Alphateam, nachdem ihr Patenkind stirbt. |
| François Smesny                          | Dr. Farouk Bennacef                 | 166–235                           | 7–9       | Internist / Hat eine Affäre mit Maria Jaspers. |
| Gunda Ebert                              | Dr. Eva Claasen                     | 177–183                           | 7         | Chirurgin / Kommt als Vertretung aus dem Haupthaus. |
| Caroline Scholze                         | Annika Siebert                      | 184–192                           | 8         | Verwaltungspraktikantin / Ex-Affäre von Dr. Voss. |
| Beat Marti                               | Dr. Erich Burasch                   | 184–191, 217–259                  | 8–10      | Notarzt / Ex-Freund von Eberhard. Die beiden trennen sich, nachdem Eberhard die gemeinsame Hochzeit abgesagt hat. Kommen wieder zusammen und trennen sich endgültig, nachdem Jonas bei einem Autounfall ums Leben kommt. |
| Henny Reents                             | Charlotte Marquardt                 | 184–235                           | 8–9       | AIPlerin / Muss ihre Ausbildung aufgeben, nachdem ein potentieller Mörder durch ihre Schuld stirbt. |
| Björn Grundies                           | Tillmann „Till“ Peters              | 184–261                           | 8–10      | Pflegeschüler |
| Klaus Schreiber                          | Dr. Lars Vonderwerth                | 185–261                           | 8–10      | Chirurg, späterer Oberarzt und (kommissarischer) Chefarzt / Lebensgefährte von Schwester Dunja. |
| Winnie Böwe                              | Dunja Pavelszyk                     | 236–261                           | 10        | Ambulanzschwester / Alleinerziehende Mutter von zwei Kindern. Lebensgefährtin von Dr. Vonderwerth. |
| Janette Rauch                            | Dr. Cordula „Codie“ Thiessen        | 236–261                           | 10        | Verwaltungschefin / Hat eine Tochter names Britney Thiessen. Ihr Ex Mann ist Prof. Gordon Spencer. Kommt in Vertretung für Verwaltungschef Hansen. |
| Nils Nelleßen                            | Dr. Maik Borowski                   | 236–261                           | 10        | Assistenzarzt / Bruder von Sandra Borowski |
| Jochen Schropp                           | Dr. Benjamin „Ben“ von Bode         | 236–261                           | 10        | Assistenzarzt / Stammt aus einer reichen Hamburger Familie. Sein Vater ist Hanno von Bode. |
| Türkiz Talay                             | Dr. Sonya Demirel                   | 236–261                           | 10        | Assistenzärztin |
| Daniel Aminati                           | Sören Reimers                       | 239–261                           | 10        | Pfleger |
| Sabine Menne                             | Elena „Nelly“ Lange                 | 240–261                           | 10        | Lernschwester / Zögling von Gisela aus dem Fixpunkt. |
| Eduard Will Matthias Treder Helge Nissen | Notarzt                             | 4–74 69–220 82–94                 | 1–3 3–9 4 | Notarzt |
| Christiane Ostermayer                    | Notärztin                           | 84–125                            | 4–5       | Notärztin |
| Aimée Gneist                             | Alexa Schaller                      | 1–62, 83–105                      | 1–4       | Tochter von Dr. Heidi Schaller. In Folge 108 versucht Gisela Ebert Sie zu erreichen ist aber immer besetzt. / Danach kommt ein Fax von ihr, dass Dr. Uwe Carstens und ihre Mutter bei einem Autounfall verstorben sind. |
| Monika Häckermann                        | Marianne Brenneke                   | 1–261                             | 1–10      | Verheiratet mit Helmut Brenneke. Mutter von sieben Kindern. Oma von Chiara und Finn. |
| Bernadette Heerwagen Katrin Bühring      | Elsiabeth Brenneke                  | 38, 251                           | 2, 10     | Tochter von Marianne und Helmut Brenneke / Mutter von Chiara / Schwester von Markus und Johannes Brenneke und hat noch 4 Geschwister. Nichte von Finn |
| Julian Paeth                             | Florian Brotesser Johannes Brenneke | 54–79 210–261                     | 3 9–10    | in Staffel 3 / Sohn von Dr. Joachim „Broti“ Brotesser ab Staffel 9 / Johannes Brenneke Sohn von Marianne und Helmut Brenneke. Bruder von Markus Brenneke, Schwester Elsiabeth Brenneke und hat noch 4 Geschwister. Neffe von Chiara und Finn. |
| Ingo Brosch                              | Dr. Harald Riedhoff                 | 55–92                             | 3–4       | Facharzt für Neurochirurgie |
| Franz Rudnick                            | Prof. Emmerich                      | 126, 180                          | 5, 7      | Klinikleiter / Vater von Sabine „Bine“ Emmerich |
| Thomas Gohlke                            | Haustechniker                       | 115, 125, 212, 214, 218           | 5 9       | Haustechniker |
| Thomas Mehlhorn Oliver Böttcher          | Markus Brenneke                     | 146,149, 180–209                  | 6 7, 8    | Sohn von Marianne und Helmut Brenneke. Bruder von Johannes Brenneke, Schwester Elsiabeth Brenneke und hat noch 4 Geschwister. Neffe von Chiara. Hat mit Veronika Bleibtreu einen gemeinsamen Sohn – Finn. |
| Gabriele Metzger                         | Dr. Freiberg                        | 11–87                             | 1–4       | Gynäkologin |
| Uta Delbridge                            | Dr. Böttner                         | 140–183                           | 6–7       | Gynäkologin |
| Hansjürgen Hürrig                        | Leo Kern                            | 161–261                           | 7–10      | Polizist (Hauptkommissar) / war in der Staffel 9 gelähmt / ab Staffel 10 mit Gisela Ebert verheiratet. |
| Sebastian Reznicek                       | Tobias Behrend                      | 93–94, 141–144                    | 4 6       | Hat eine Schwester names Martina „Marta“ Behrend / War im Knast wegen eines Einbruch. Seine Schwester hat ihn angezeigt. |
| Wolfgang Hartmann                        | Rüdiger Hartmann                    | 179, 181–230                      | 7, 8–9    | Verwaltungschef / Sein Sohn ist Dr. Oliver Hansen / wegen einer Reha übernimmt Dr. Cordula „Codie“ Thiessen die Vertretung als Verwaltungschefin. |
| Giovanni Arvaneh                         | Andreas Jaspers                     | 179, 206, 207, 213, 235, 252, 253 | 7 8 9 10  | Verheiratet mit Dr Maria Jaspers. Hat eine Affäre mit dem Silke Freudner während er mit seinen Kindern in Afrika lebt und arbeitet. Trennt sich deswegen in Staffel 9 von seiner Frau. Kommt in Staffel 10 wieder mit seiner Frau zusammen und ziehen gemeinsam nach Afrika. |
| Elke Jochmann                            | Dr. Balzer                          | 208–209                           | 8         | Anästhesistin |
| Oliver Bokern                            | Dr. Oliver Hansen                   | 210, 211, 213                     | 9         | Sohn von Verwaltungschef Hansen / hat Dr. Lars Vonderwerth Kokain in den Kaffee getan nur damit er eine Operation machen konnte / nachdem Geständnis wurde er gekündigt und verhaftet / Darf nie wieder als Arzt arbeiten. |
| Maximilian Wigger                        | Matthias Sperber                    | 225, 236–239                      | 9, 10     | Fahrlehrer / guter Freund von Dorothea Wegener / in Staffel 10 hatte er einen Motorrad Unfall und lag deswegen im Koma. |
| Vijessna Ferkic                          | Britney Thiessen                    | 243–248, 257, 259                 | 10        | Ihre Mutter ist Dr. Cordula „Codie“ Thiessen und ihr Vater ist Prof. Gordon Spencer / Sie ist die Verwaltungschefin |
| Paula Birnbaum                           | Sandra Borowski                     | 243, 249, 253                     | 10        | Putzfrau von der Hansa Klinik / Schwester von Dr. Maik Borowski. |
| Mercedes Zierau                          | Chiara Brenneke                     | 251                               | 10        | Oma Marianne und Opa Helmut Brenneke / Tochter von Elsiabeth Brenneke / Markus und Johannes Brenneke sind ihre Onkels und hat noch 4 zusätzliche Onkels |
| Matthias Dittmer                         | Prof. Gordon Spencer                | 250, 257                          | 10        | Ex Mann von Dr. Cordula „Codie“ Thiessen und Vater von Britney Thiessen |
| Bernd Herzsprung                         | Hanno von Bode                      | 250, 260                          | 10        | Stammt aus einer reichen Hamburger Familie. Sein Sohn ist Dr. Benjamin „Ben“ von Bode |

Zahlreiche Gastschauspieler waren in den einzelnen Folgen zu sehen, darunter Carsten Andörfer, Catherine Bode, Vijessna Ferkic, Karin Kienzer, Hermann Killmeyer, Jörg Kleinau, Marion Elskis, Andi Slawinski, Julia Augustin, Christiane Leuchtmann, Hans Peter Korff, Sibylle Nicolai, Ninon Held, Anderson Farah, Diether Krebs und viele andere.

## Team
- Regie: Norbert Skrovanek, Norbert Schultze jr., Gero Erhardt u. a.
- Schauspieler Coach: Hermann Killmeyer
- Line Producer: Harald Will
- Szenenbild: Toni Lüdi
- Medizinische Beratung: Ursula Mierzowski, Mark Schmidt, Stefan Kayser
- 1. Aufnahmeleitung: Annett Schlange

## Inhalt
Sowohl die Einzelschicksale der Patienten als auch das Privatleben des Personals sind Gegenstand der einzelnen Episoden. Die Beziehungen innerhalb des Krankenhauses, die Konflikte zwischen Verwaltung und Praxis spielen in allen Folgen eine Rolle.

## Episodenliste
| Nr. Gesamt | Nr. Staffel | Name der Folge          |
| ---------- | ----------- | ----------------------- |
| 01         | Pilotfilm   | Sprung ins kalte Wasser |
| 02         | 1           | Herzsprünge             |
| 03         | 2           | Misshandelt             |
| 04         | 3           | Vollgas                 |
| 05         | 4           | Geiselnahme             |
| 06         | 5           | Der Drogenkurier        |
| 07         | 6           | In letzter Sekunde      |
| 08         | 7           | Ecstasy                 |
| 09         | 8           | Das Virus               |
| 10         | 9           | Gefährliche Fracht      |
| 11         | 10          | Amok                    |
| 12         | 11          | Missbraucht             |
| 13         | 12          | Das Gesicht des Jahres  |
| 14         | 13          | Späte Liebe             |
| 15         | 14          | Schutzengel             |
| 16         | 15          | Vollwaise               |
| 17         | 16          | Kollision auf der Elbe  |
| 18         | 17          | Absturz                 |
| 19         | 18          | Blutsbande              |
| 20         | 19          | Herzversagen            |
| 21         | 20          | Sprachlos               |
| 22         | 21          | Abschied                |
| 23         | 22          | Falsche Freunde         |
| 24         | 23          | Der Boxer               |
| 25         | 24          | Findelkind              |
| 26         | 25          | Die Geliebte            |
| 27         | 26          | Alte Freunde            |

| Nr. Gesamt | Nr. Staffel | Name der Folge           |
| ---------- | ----------- | ------------------------ |
| 28         | 1           | Spritztour               |
| 29         | 2           | Endstation U-Bahn        |
| 30         | 3           | Blutige Karriere         |
| 31         | 4           | Mörderischer Auftrag     |
| 32         | 5           | Crashkid                 |
| 33         | 6           | Vier Eltern und ein Kind |
| 34         | 7           | Die neue Chefin          |
| 35         | 8           | Betrogen                 |
| 36         | 9           | Gefährliche Befreiung    |
| 37         | 10          | Gasexplosion             |
| 38         | 11          | Workaholic               |
| 39         | 12          | Hand in Hand             |
| 40         | 13          | Lebenslüge               |
| 41         | 14          | Misstrauen               |
| 42         | 15          | Am seidenen Faden        |
| 43         | 16          | Abgestürzt               |
| 44         | 17          | Schwere Geburt           |
| 45         | 18          | Die Katastrophe          |
| 46         | 19          | Bittere Wahrheit         |
| 47         | 20          | Entführt                 |
| 48         | 21          | Späte Einsicht           |
| 49         | 22          | Unter Verdacht           |
| 50         | 23          | Turbulenzen              |
| 51         | 24          | Straßenkinder            |
| 52         | 25          | Max darf nicht sterben   |
| 53         | 26          | Glück im Unglück         |

| Nr. Gesamt | Nr. Staffel | Name der Folge          |
| ---------- | ----------- | ----------------------- |
| 54         | 1           | Das Ende einer Lüge     |
| 55         | 2           | Schwere Entscheidung    |
| 56         | 3           | Die zweite Chance       |
| 57         | 4           | Schrecklicher Irrtum    |
| 58         | 5           | Liebe am Abgrund        |
| 59         | 6           | Sport ist Mord          |
| 60         | 7           | Auf Leben und Tod       |
| 61         | 8           | Ein schwerer Schlag     |
| 62         | 9           | Kurzschluss             |
| 63         | 10          | Feuerprobe              |
| 64         | 11          | Das Todesurteil         |
| 65         | 12          | Asyl                    |
| 66         | 13          | Starker Tobak           |
| 67         | 14          | Mauer des Schweigens    |
| 68         | 15          | Der letzte Vorhang      |
| 69         | 16          | Lasst mich sterben!     |
| 70         | 17          | Ein hoffnungsloser Fall |
| 71         | 18          | Alles auf Herz          |
| 72         | 19          | Um jeden Preis          |
| 73         | 20          | Albtraum                |
| 74         | 21          | Wo die Liebe hinfällt   |
| 75         | 22          | Die Bestie              |
| 76         | 23          | Liebesschmerz           |
| 77         | 24          | Sehnsucht nach Liebe    |
| 78         | 25          | Mordanschlag            |
| 79         | 26          | Falscher Verdacht       |

| Nr. Gesamt | Nr. Staffel | Name der Folge        |
| ---------- | ----------- | --------------------- |
| 80         | 1           | Notstand              |
| 81         | 2           | Zwei neue Gesichter   |
| 82         | 3           | Abgezockt             |
| 83         | 4           | Scheidungskrieg       |
| 84         | 5           | Freitag der 13.       |
| 85         | 6           | Ohnmacht              |
| 86         | 7           | Entscheidungen        |
| 87         | 8           | Kinder...!            |
| 88         | 9           | Stumme Schreie        |
| 89         | 10          | Hörig                 |
| 90         | 11          | Ende einer Lebenslüge |
| 91         | 12          | Falsche Liebe         |
| 92         | 13          | Knock-Out             |
| 93         | 14          | Zerbrochene Träume    |
| 94         | 15          | Zoff                  |
| 95         | 16          | In letzter Sekunde    |
| 96         | 17          | Missverständnisse     |
| 97         | 18          | Der Überfall          |
| 98         | 19          | Die lieben Verwandten |
| 99         | 20          | Gewalt                |
| 100        | 21          | Schwiegertieger       |
| 101        | 22          | Black out             |
| 102        | 23          | Menage a trois        |
| 103        | 24          | Dein Wille geschehe   |
| 104        | 25          | Alte Wunden           |
| 105        | 26          | Der Bluthund          |

| Nr. Gesamt | Nr. Staffel | Name der Folge           |
| ---------- | ----------- | ------------------------ |
| 106        | 1           | Herzensangelegenheiten   |
| 107        | 2           | Lasst mir mein Kind      |
| 108        | 3           | Angst vor der Wahrheit   |
| 109        | 4           | Der Neue                 |
| 110        | 5           | Abgründe                 |
| 111        | 6           | Schneller, höher, weiter |
| 112        | 7           | Das Geständnis           |
| 113        | 8           | Vollmond                 |
| 114        | 9           | Bisse und Küsse          |
| 115        | 10          | Mitten ins Leben         |
| 116        | 11          | Falscher Held            |
| 117        | 12          | Aufschneider             |
| 118        | 13          | Der Onkel                |
| 119        | 14          | Vater und Söhne          |
| 120        | 15          | Das Wiedersehen          |
| 121        | 16          | Licht und Schatten       |
| 122        | 17          | Gewitter                 |
| 123        | 18          | Mit anderen Augen        |
| 124        | 19          | Alles Liebe oder was?    |
| 125        | 20          | Talk Talk                |
| 126        | 21          | Das Attentat             |
| 127        | 22          | Endspiel                 |
| 128        | 23          | Schrecklicher Verdacht   |
| 129        | 24          | Joanna                   |
| 130        | 25          | Schwere Entscheidung     |
| 131        | 26          | Stille Nacht             |

| Nr. Gesamt | Nr. Staffel | Name der Folge             |
| ---------- | ----------- | -------------------------- |
| 132        | 1           | Luftpiraten                |
| 133        | 2           | alles Lüge                 |
| 134        | 3           | Rückgrat                   |
| 135        | 4           | Außenseiter                |
| 136        | 5           | Der kleine Kriminelle      |
| 137        | 6           | Erstens kommt es anders... |
| 138        | 7           | Schwarzer Freitag          |
| 139        | 8           | Kuckuck                    |
| 140        | 9           | In Sachen Liebe            |
| 141        | 10          | Familienbande              |
| 142        | 11          | Herzenswünsche             |
| 143        | 12          | Lauter Verrückte           |
| 144        | 13          | Lügengeschichten           |
| 145        | 14          | Lebensproben               |
| 146        | 15          | Hände weg von Monty        |
| 147        | 16          | Alles aus Liebe            |
| 148        | 17          | Vertrauen ist gut...       |
| 149        | 18          | Versteckspiele             |
| 150        | 19          | Neid und Eifersucht        |
| 151        | 20          | Reich und Schön            |
| 152        | 21          | Entführt                   |
| 153        | 22          | Erschöpfungszustände       |
| 154        | 23          | Alibi                      |
| 155        | 24          | Countdown                  |
| 156        | 25          | Katastrophenalarm          |
| 157        | 26          | Wa(h)re Freunde            |
| 158        | 27          | Blutsbrüder                |

| Nr. Gesamt | Nr. Staffel | Name der Folge          |
| ---------- | ----------- | ----------------------- |
| 159        | 1           | Viel Rauch um Nichts    |
| 160        | 2           | Große Sprünge           |
| 161        | 3           | Grenzenlose Liebe       |
| 162        | 4           | Rettet mein Kind        |
| 163        | 5           | Feuer unterm Dach       |
| 164        | 6           | Standpunkte             |
| 165        | 7           | Zu neuen Ufern          |
| 166        | 8           | Auf Messersschneide     |
| 167        | 9           | Todeskick               |
| 168        | 10          | Lauter Lügen            |
| 169        | 11          | Warten auf Johnny       |
| 170        | 12          | Weiber                  |
| 171        | 13          | Lügen haben kurze Beine |
| 172        | 14          | Die Unzertrennlichen    |
| 173        | 15          | Schlank wie Mama        |
| 174        | 16          | Respekt                 |
| 175        | 17          | Unter Druck             |
| 176        | 18          | Sternschnuppen          |
| 177        | 19          | Ehre und Gewissen       |
| 178        | 20          | Ein weiter Weg          |
| 179        | 21          | Hirntot                 |
| 180        | 22          | Falsche Hoffnungen      |
| 181        | 23          | Notlügen                |
| 182        | 24          | Im Angesicht des Todes  |
| 183        | 25          | Familienverhältnisse    |
| 184        | 26          | Treppensturz            |

| Nr. Gesamt | Nr. Staffel | Name der Folge                |
| ---------- | ----------- | ----------------------------- |
| 184        | 1           | Zurück von den Toten          |
| 185        | 2           | Nicht ganz nach Plan          |
| 186        | 3           | Vollendete Tatsachen          |
| 187        | 4           | Undank                        |
| 188        | 5           | Traurige Wahrheit             |
| 189        | 6           | Alte Geschichten              |
| 190        | 7           | Ersatzteil-Baby               |
| 191        | 8           | Karriereknick                 |
| 192        | 9           | Mut zur Wahrheit              |
| 193        | 10          | Wie bitte?                    |
| 194        | 11          | Bitte töte mich               |
| 195        | 12          | Mutterliebe                   |
| 196        | 13          | Gerechte Strafen              |
| 197        | 14          | Der Auftragskiller            |
| 198        | 15          | Rache                         |
| 199        | 16          | Die verlorene Tochter         |
| 200        | 17          | Pflicht und Wahrheit          |
| 201        | 18          | Im Rausch der Sinne           |
| 202        | 19          | Wer nicht an Wunder glaubt    |
| 203        | 20          | Letzte Chance                 |
| 204        | 21          | Haltestelle                   |
| 205        | 22          | Eine Laune der Natur          |
| 206        | 23          | Bis dass der Tod uns scheidet |
| 207        | 24          | Nervenkrieg                   |
| 208        | 25          | Schülerliebe                  |
| 209        | 26          | Von Mann zu Mann              |

| Nr. Gesamt | Nr. Staffel | Name der Folge                  |
| ---------- | ----------- | ------------------------------- |
| 210        | 1           | Verzweiflungstat                |
| 211        | 2           | Überdosis                       |
| 212        | 3           | Undank ist der Welten Lohn      |
| 213        | 4           | Blutrausch                      |
| 214        | 5           | Mein Kind soll leben            |
| 215        | 6           | Der geborene Dieb               |
| 216        | 7           | Jugendsünde                     |
| 217        | 8           | Nichts ist wie es scheint       |
| 218        | 9           | Heirate mich                    |
| 219        | 10          | Das verkaufte Kind              |
| 220        | 11          | Der Beschützer                  |
| 221        | 12          | Der Mutterblitz                 |
| 222        | 13          | Böses Blut                      |
| 223        | 14          | Liebe ohne Ende                 |
| 224        | 15          | Spurlos                         |
| 225        | 16          | Eine Frage der Würde            |
| 226        | 17          | Der falsche Mann                |
| 227        | 18          | Tödliche Träume                 |
| 228        | 19          | Spieglein Spieglein an der Wand |
| 229        | 20          | Brandopfer                      |
| 230        | 21          | Die Hand der Fatma              |
| 231        | 22          | Bewährungsproben                |
| 232        | 23          | Courage                         |
| 233        | 24          | Nicht mit mir                   |
| 234        | 25          | Streikbrecher                   |
| 235        | 26          | Schluss mit lustig              |

| Nr. Gesamt | Nr. Staffel | Name der Folge          |
| ---------- | ----------- | ----------------------- |
| 236        | 1           | Nierchenwochenende      |
| 237        | 2           | Hilflos                 |
| 238        | 3           | Jede Menge Ärger        |
| 239        | 4           | Alles neu, alles anders |
| 240        | 5           | Vertraulichkeiten       |
| 241        | 6           | Sicherheitsrisiko       |
| 242        | 7           | Angriffe                |
| 243        | 8           | Familiensache           |
| 244        | 9           | Freunde                 |
| 245        | 10          | Grenzerfahrungen        |
| 246        | 11          | Hoffnung                |
| 247        | 12          | Schlimmer Verdacht      |
| 248        | 13          | Kein Mitleid            |
| 249        | 14          | Herzlos                 |
| 250        | 15          | Männer sind Schweine    |
| 251        | 16          | Helden                  |
| 252        | 17          | Bleiben oder nicht?     |
| 253        | 18          | Kaltes Land             |
| 254        | 19          | Love Affairs            |
| 255        | 20          | Showdown                |
| 256        | 21          | Horrornacht             |
| 257        | 22          | Scheiden tut weh        |
| 258        | 23          | Nacht der Abrechnung    |
| 259        | 24          | Kein Arzt mehr          |
| 260        | 25          | Enttäuschte Erwartungen |
| 261        | 26          | Ein klasse Team         |

## Adaptionen
- Broti & Pacek – Irgendwas ist immer ist eine Auslagerung der Serie